# 102/35 su Fiat 634N
Il 102/35 su Fiat 634N fu un autocannone italiano usato dalla  Regia Marina durante la seconda guerra mondiale.

## Storia
Il 102/35 su SPA 9000, prodotto dal 1914 ed impiegato durante la Grande Guerra, fu il primo autocannone italiano, ottenuto dall'installazione su un autocarro di un cannone antiaereo di marina, progettato per l'imbarco sugli incrociatori. Dopo la fine della prima guerra mondiale, le autobatterie furono tutte radiate ed i pezzi furono probabilmente restituiti alla Regia Marina. Nel 1941 lo stabilimento Fiat di Tripoli allestì per la Regia Marina sette autocannoni sul telaio del Fiat 634N, utilizzando i cannoni 102/35 S.A. (Schneider Ansaldo) prelevati dalle difese di Bengasi. Con questi mezzi furono costituite due batterie mobili, la 1ª e la 6ª, servite da personale della Milizia marittima di artiglieria della MVSN, integrate con alcuni vecchi cannoni navali da 76/30 installati sempre sul 634N. La 1ª Batteria ed una sezione della 6ª vennero aggregate alla 132ª Divisione corazzata "Ariete", mentre la sezione B della 6ª fu aggregata alla 102ª Divisione motorizzata "Trento".
Negli ultimi mesi del 1941 parteciparono a diversi combattimenti; il 19 novembre intervenne durante la prima battaglia di Bir el Gobi, distruggendo da lunga distanza almeno 15 carri armati britannici. Tutti gli autocannoni da 102/35 andarono persi per cause belliche o avaria entro la fine dello stesso anno. Oltre alle azioni controcarro, serviti dalle centrali di tiro, effettuavano cannoneggiamenti a lungo raggio e tiri contraerei con buoni risultati. Come progetto di "emergenza" non mancarono di emergere i difetti di questa soluzione, quali la sagoma eccessivamente alta, lo scadimento delle prestazioni fuori strada dell'autocarro e la tendenza ad usura di alcune parti meccaniche. Nessuno di questi mezzi sopravvisse alla campagna del Nordafrica.

## Tecnica
Il cannone 102/35 Mod. 1914, venne installato sul pianale del camion utilizzando due diversi tipi di affusto: l'OTO Mod. 33 sui primi due esemplari e l'affusto Vickers-Terni Mod. 25 sugli altri. Le modifiche sul mezzo invece consistevano nel "taglio" della cabina chiusa, sostituita da una copertura di tela a soffietto, e nell'installazione di quattro martinetti ad azionamento manuale; il cassone posteriore veniva sostituito da una piattaforma di tiro sulla quale l'affusto brandeggiava a 360°; tale piattaforma si espandeva alla messa in batteria tramite l'abbattimento di 90° delle due sponde laterali metalliche, che aumentavano così lo spazio calpestabile per i serventi. Questi ultimi sono trasportati su panche scoperte poste all'estremità posteriore del pianale, tra le due riservette di colpi di pronto impiego.